# Vázsnok
Vázsnok é um município da Hungria, situado no condado de Baranya. Tem 4,75 km² de área e sua população em 2019 foi estimada em 132 habitantes.